# Етво
Етво (фр. Etevaux) насеље је и општина у источном делу централне Француске у региону Бургоња, у департману Златна обала која припада префектури Дижон.
По подацима из 2011. године у општини је живело 295 становника, а густина насељености је износила 34,03 становника/km². Општина се простире на површини од 8,67 km². Налази се на средњој надморској висини од 230 метара (максималној 228 m, а минималној 186 m).

## Демографија
| 1962. | 1968. | 1975. | 1982. | 1990. | 1999. | 2011. |
| ----- | ----- | ----- | ----- | ----- | ----- | ----- |
| 148   | 162   | 165   | 206   | 247   | 259   | 295   |

График промене броја становника у току последњих година